# Сєнніков Аркадій Андрійович
Аркадій Андрійович Сєнніков (січень 1908, залізнична станція Шабаліно Північної залізниці Котельницького повіту Вятської губернії, тепер смт Ленінське Кіровської області, Російська Федерація — 31 березня 1974, місто Москва, тепер Російська Федерація) — радянський державний діяч, 2-й секретар ЦК КП(б) Туркменії, заступник голови Ради народних комісарів Туркменської РСР. Депутат Верховної ради СРСР 3-го скликання.

## Життєпис
Народився в родині робітника-залізничника. З 1915 по 1922 рік — учень семирічної школи 2-го ступеня в селі Богородське Котельницького повіту Вятської губернії.
У квітні 1922 — травні 1925 року — ремонтний робітник служби ремонту шляху роз'їздів № 52 і № 53 Північної залізниці. У 1925 році вступив до комсомолу.
У червні 1925 — липні 1926 року — піонерський працівник Мантуровського волосного комітету ВЛКСМ Кологривського повіту Костромської губернії. У липні 1926 — травні 1927 року — представник ВЛКСМ у повітовому відділенні профспілки деревообробників у селі Мантурово.
У червні 1927 — лютому 1928 року — відповідальний секретар Мантуровського волосного комітету ВЛКСМ Кологривського повіту Костромської губернії.
Член ВКП(б) з жовтня 1927 року.
У березні — жовтні 1928 року — відповідальний секретар Кологривського повітового комітету ВЛКСМ Костромської губернії.
У січні — березні 1929 року — інструктор Костромського губернського комітету ВЛКСМ.
У квітні — липні 1929 року — відповідальний секретар Костромського міського комітету ВЛКСМ.
У липні 1929 — квітні 1930 року — завідувач організаційного відділу Костромського окружного комітету ВЛКСМ.
У травні — жовтні 1930 року — відповідальний секретар Александровського окружного комітету ВЛКСМ Івановської промислової області.
У листопаді 1930 — серпні 1931 року — завідувач організаційного відділу ЦК ЛКСМ Туркменії.
У вересні 1931 — травні 1933 року — секретар ЦК ЛКСМ Туркменії.
У червні — грудні 1933 року — помічник начальника політичного сектора Народного комісаріату землеробства СРСР із комсомолу.
У січні 1934 — січні 1935 року — начальник політичного відділу Семенницької машинно-тракторної станції (МТС) Мервського району Туркменської РСР.
У лютому 1935 — серпні 1937 року — 1-й секретар Сталінського районного комітету КП(б) Туркменії.
У вересні — жовтні 1937 року — відповідальний контролер апарату Уповноваженого КПК при ЦК ВКП(б) по Туркменській РСР.
У листопаді — грудні 1937 року — заступник завідувача відділу радянської торгівлі ЦК КП(б) Туркменії.
У січні — лютому 1938 року — завідувач відділу керівних партійних органів ЦК КП(б) Туркменії.
У березні — травні 1938 року — 3-й секретар ЦК КП(б) Туркменії.
1 травня 1938 року заарештований органами НКВС як «правий троцкіст» та виключений із партії. До весни 1939 року перебував в ув'язненні під слідством, потім був звільнений. 16 липня 1939 року рішенням ЦК КП(б) Туркменії поновлений у ВКП(б).
У жовтні 1939 — грудні 1944 року — заступник голови Ради народних комісарів Туркменської РСР. Одночасно з березня 1942 по листопад 1945 року — постійний представник РНК Туркменської РСР при Раді народних комісарів СРСР у Москві.
У листопаді 1945 — липні 1947 року — 1-й секретар Чарджоуського обласного комітету КП(б) Туркменії.
У липні 1947 — вересні 1953 року — 2-й секретар ЦК КП(б) Туркменії.
У вересні 1953 — 1956 року — слухач Вищої партійної школи при ЦК КПРС у Москві.
У 1956—1960 роках — інспектор ЦК КПРС.
У 1960—1972 роках — голови ЦК профспілки працівників державних установ СРСР.
З 1972 року — на пенсії в Москві.
Помер 31 березня 1974 року в Москві, похований на Кунцевському цвинтарі.

## Нагороди
- два ордени Леніна
- два ордени Трудового Червоного Прапора
- орден «Знак Пошани»
- медалі